# 781 Kartvelia
Kartvelia (asteroide 781) é um asteroide da cintura principal com um diâmetro de 66,02 quilómetros, a 2,8665508 UA. Possui uma excentricidade de 0,1104584 e um período orbital de 2 112,92 dias (5,79 anos).
Kartvelia tem uma velocidade orbital média de 16,59189748 km/s e uma inclinação de 19,16764º.
Esse asteroide foi descoberto em 25 de Janeiro de 1914 por Grigory Neujmin.